# Geulanggang
Geulanggang is een bestuurslaag in het regentschap Pidie Jaya van de provincie Atjeh, Indonesië. Geulanggang telt 871 inwoners (volkstelling 2010).